# Oded Kogut
Oded Kogut (en hébreu : עודד קוגוט), né le 14 février 2001, est un coureur cycliste israélien.

## Biographie
En 2019, Oded Kogut devient champion d'Israël du contre-la-montre juniors,. Il représente par ailleurs son pays aux championnats du monde et aux championnats d'Europe juniors. Deux ans plus tard, il intègre la réserve de l'équipe Israel Start-Up Nation. Décrit comme un bon sprinteur, il devient double champion national espoirs, dans la course en ligne et le contre-la-montre.  
Lors de la saison 2022, il se distingue en remportant deux étapes du Dookoła Mazowsza et du Tour de Valence, grâce à ses qualités au sprint. La même année, il se classe deuxième du championnat d'Israël du contre-la-montre et d'une étape du Flanders Tomorrow Tour. Après ses performances, il passe officiellement professionnel en 2024 dans la structure World Tour d'Israel-Premier Tech.

## Palmarès et résultats

### Palmarès par année
- 2019
  -  Champion d'Israël du contre-la-montre juniors
- 2021
  -  Champion d'Israël sur route espoirs
  -  Champion d'Israël du contre-la-montre espoirs
- 2022
  - 2e et 3e étapes du Dookoła Mazowsza
  - 1re et 4e étapes du Tour de Valence
  - 2e du championnat d'Israël du contre-la-montre
- 2023
  -  Champion d'Israël du contre-la-montre
  - 1re, 2e et 3e étapes du Dookoła Mazowsza
- 2024
  -  Champion d'Israël sur route
  -  Champion d'Israël du contre-la-montre
  - 6e étape du Tour de Croatie
  - 2e du Tour d'Overijssel
  - 3e de l'Antwerp Port Epic

### Classements mondiaux
| Année                                 | 2021 | 2022  | 2023 | 2024 |
| ------------------------------------- | ---- | ----- | ---- | ---- |
| Classement mondial                    | 687e | 1175e | 452e | 284e |
| UCI Europe Tour                       | 545e | 820e  | nc   | nc   |
|                                       |      |       |      |      |
| Légende : nc = non classéSource : UCI |      |       |      |      |